# Poa alpigena
Poa alpigena är en gräsart som beskrevs av Carl Lindman. Poa alpigena ingår i släktet gröen, och familjen gräs. Inga underarter finns listade i Catalogue of Life.